# الحاج عبد الله (مدينة)
الحاج عبد الله مدينة تقع في جنوب ولاية الجزيرة بالسودان تقع على ارتفاع 419 متر (1,375 قدم) فوق سطح البحر وتبعد عن الخرطوم العاصمة 203 كيلومتر ( ميل)هي إحدى المحطات الرئيسية الواقعة على المسار الشرقي لخط سكك حديد السودان بين مدينتي ود مدني  والخرطوم والطريق القومي من مدني الى الخرطوم وهي المدن التاريخية في منطقة الجزيرة.

## التاريخ
تأسست مدينة الحاج عبدالله سنة 1550 م علي يد الشيخ الشريف الحاج عبدالله الذي يتصل نسبه إلى الشريف عبدالرحيم القناوي والذي قدم من صعيد مصر إلى السودان في القرن السادس عشر خلال فترة سلطنة سنار (1590-1550 م)  وعاش في جنوب الجزيرة حتى وفاته حيث يوجد ضريح له في  مدينة الحاج عبد الله. و قد شهدت المدينة معركة ضد الحكم الثنائي في السودان عرفت بمعركة الشكابة.

## الموقع
تقع مدينة الحاج عبدالله علي الضفة الغربية لنهر النيل الأزرق علي الطريق بين مدينتي ود مدني وسنار علي خط العرض 13.95 درجة شرقاً وخط الطول 33.58 درجة شمالاً وتحدها من الجنوب مدينة ود الحداد ومن الشرق نهر النيل الأزرق. 

## الإدارة
الحاج عبدالله محلية من محليات السودان تعرف بمحلية جنوب الجزيرة وتتبع لها حوالي 118 قرية تشكل وحدات إدارية وهي بذلك تعد من اكبر المحليات التي يتبع لها عددا كبيراَ من الوحدات الإدارية من حيث المساحة وعدد القري.

## السكان
تقطن في الحاج عبدالله مجموعة متنوعة من قبائل السودان المختلفة مثل الكنانة و الكواهلة و
الشايقية والهوسا والجعليين والعديد من القبائل وتعد مثالاً للتعايش السلمي والترابط الاجتماعي.

## الخدمات

### التعليم
توجد بالحاج عبدالله أربع مدارس في مرحلة الأساسومدرستان للثانوي والعديد من المدارس الخاصة بالإضافة إلى معهد للقران الكريم ومجمع اسلامي لتحفيظ القران الكريم وفرع جامعة السودان المفتوحة المفتوحة.

### الصحة العامة
يوجد في الحاج عبدالله مستشفي.

### خدمات أخرى
وتشمل مكاتب وإدارات المحلية ومكاتب الكهرباْء والضرائب و الزكاة ومؤسسة تمويل أصغر وبنك البركة واستاد الحاج عبدالله ومركز الشرطة ومحكمة الحاج عبدالله ومراكز شبكات الاتصالات والزراعة و حفريات ومنظمة الحاج عبدالله للتنمية وسوق الحاج عبدالله الكبير.

## النشاط الاقتصادي
يمتهن السكان الزراعة والتجارة والصناعة وتربية الحيوان والعديد والخدمات الإدارية والطبية والأمنية.
وهناك مصنعان للغزل والنسيج وهما من اوائل مصانع قطاع صناعة الغزل والنسيج في السودان كما يوجد اثنين من محلج القطن ومصنعان لإنتاج ألواح الثلج.

## السياحة
تتميز الحاج عبدالله بشاطئ نهري يقع في شرق نهر النيل الأزرق علي امتداد كيلو متر واحد تقريبا كما تذخر المدينة بالعديد من الغابات والحدائق بالإضافة إلى بيارة القديمة بحي المكاوي والبيارة.

## النشاط السياسي
تنشط في الحاج عبدالله عدة حركات سياسية ونقابية من بينها حزب الأمة القومي اتحاد المزارعين إلى جانب عدد من الطرق صوفية مثل الطريقة الختمية والتجانية.

## النشاط الرياضي
تنشط في المدينة عدة فرق رياضية أهمها:
- التضامن
- الاتحاد
- الأهلي
- النيل